# Mary Anne MacLeod Trump
Mary Anne MacLeod Trump (Schots-Gaelisch: Màiri Anna Nic Leòid; Tong, Schotland, 10 mei 1912 – New Hyde Park, New York, 7 augustus 2000) was de vrouw van zakenman Fred Trump en de moeder van Donald Trump, de 45e en 47e president van de Verenigde Staten.
Mary Anne MacLeod werd geboren in het dorp Tong op het eiland Lewis in de Schotse eilandengroep Buiten-Hebriden, op een boerderij genaamd 5 Tong (sinds 1895 eigendom van haar vader), als jongste van de tien kinderen van Malcolm MacLeod (1866-1954) en Mary MacLeod, geboren Smith (1867-1963). Haar grootouders van vaderszijde waren Alexander MacLeod en Ann MacLeod, haar grootouders van moederszijde Donald Smith en Mary MacAulay.
Haar vader was een kleine boer, visser en leerplichtambtenaar. Haar familie sprak Schots-Gaelisch met als tweede taal Engels, dat ze leerde op de school in Tong. Ze stond bekend als een goede leerling.
Op 2 mei 1930 vertrok MacLeod vanuit Glasgow aan boord van de RMS Transylvania naar New York, waar ze met slechts 50 dollar op zak aankwam op 11 mei, een dag na haar achttiende verjaardag, met de bedoeling zich in de VS te vestigen en Amerikaans staatsburger te worden.
Ze trok in bij haar al eerder geëmigreerde oudere zus Christina Matheson op Long Island en werkte ten minste vier jaar als huishoudster. Op 10 maart 1942 werd ze genaturaliseerd tot Amerikaans staatsburger.
Begin jaren dertig ontmoette MacLeod naar verluidt op een dansfeest haar latere echtgenoot Fred Trump, met wie ze in januari 1936 trouwde. Ze kregen in totaal vijf kinderen:
- Maryanne (1937–2023)
- Frederick jr. (1938–1981)
- Elizabeth (1942)
- Donald (1946)
- Robert (1948–2020)

Haar echtgenoot Fred Trump overleed in juni 1999 op 93-jarige leeftijd. Zijzelf overleed op 7 augustus 2000 op 88-jarige leeftijd. Ze werd naast haar man en haar zoon Fred jr. op een begraafplaats in Queens begraven.